# Rasclet europeu
La picardona o rasclet europeu (Zapornia pusilla) és una espècie d'ocell similar a la polla pintada però més petita i molt difícil de detectar.

## Morfologia
- Fa 18 cm de llargària.
- Potes de color de carn i costats més ratllats.
- La cara i el pit són gris blavós.

## Costums
Pot ésser observada en pas migrador i en època de cria als Països Catalans. L'emigració primaveral té lloc per març i abril, i la tardoral a la darreria d'octubre.

## Hàbitat
Viu entre la vegetació palustre, en la proximitat de les llacunes litorals, en els salobrars inundats, etc.

## Reproducció
Ha estat comprovada la seua nidificació al Delta de l'Ebre, al Delta del Llobregat, a l'Albufera de València i als marjals de Xeresa.